# Ysane socken
Ysane socken i Blekinge ingick i Listers härad, ingår sedan 1971 i Sölvesborgs kommun och motsvarar från 2016 Ysane distrikt i Blekinge län.
Socknens areal är 26,05 kvadratkilometer, allt land. År 2000 fanns här 1 425 invånare. En del av tätorten Pukavik, tätorten Norje samt kyrkbyn Ysane med sockenkyrkan Ysane kyrka ligger i denna socken.  

## Administrativ historik
Socknen har medeltida ursprung. 
Vid kommunreformen 1862 övergick socknens ansvar för de kyrkliga frågorna till Ysane församling och för de borgerliga frågorna till Ysane landskommun. Landskommunen inkorporerades 1952 i Gammalstorps landskommun och uppgick 1971 uppgick i Sölvesborgs kommun. Församlingen uppgick 2006 i Gammalstorp-Ysane församling, men utbröts därur 2014 och uppgick i Mjällby församling.
1 januari 2016 inrättades distriktet Ysane, med samma omfattning som församlingen hade 1999/2000.  
Socknen har tillhört fögderier, tingslag och domsagor enligt vad som beskrivs i artikeln Listers härad.
Socken indelades fram till 1901 i 25 båtsmanshåll, vars båtsmän tillhörde Blekinges 6:e (3:e före 1845) båtsmanskompani.

## Geografi
Ysane socken ligger norr om Sölvesborg i nordöstra delen av Listerlandet vid Pukaviksbukten. Socknen består av odlad, sandig kustslätt med mindre skogsbackar.

## Fornminnen
Stenåldersboplatser finnas på flera ställen som vid Norje och Ysane. Flera stora högar, sannolikt från bronsåldern, förekommer bland annat vid Norje (Ringelikullarna) och vid Ysane (den så kallade Signillsbur eller Simlillebur) samt ett gravröse mellan båda dessa byar. Från Norje (Furumo) känner man ett urngravfält från bronsåldern. Vid denna senare plats finns även järnåldersgravar (högar och stensättningar), andra gravfält finnas vid Ekliden samt Ysane (Lussehall, Hagbards ek, Björnabacken).
I samband med byggandet av ny motorväg för E22 från Sölvesborg utfördes mycket omfattande utgrävningar i Ysane församling som gör det möjligt att i mera detalj studera socknens förhistoria.

### Fynden på gården Stensborg (Ysane nr 11)
En sägen om att det funnits ett slott på en kulle strax öster om skogsmarken på gården Stensborg trodde inte många på. Högen var inte imponerande vare sig i höjd eller omfång och liknade andra stenkummel i omgivningen. Emellertid raserades den s.k. sagohögen och förvandlades till åker våren 1902. Under detta arbete med röset gjordes flera fynd. Hittegodset hembjöds kronan och de båda upphittarna erhöll 25 kronor i ersättning. Gunnar Ekholm tar upp fyndet till behanling i Fornvännen. Angående fyndomständigheterna skrivder Ekholm:
Enligt anteckningar i Statens historiska museum hittades de här omtalade föremålen på ägorna av lägenheten Ysane nr 11 vid bortförandet från åkerjorden av ett röse med vid pass 10 m:s diam. De lågo under en flat häll omkring l/« m. djupt under jordytan.
Ekholm avfärdar fyndets huvudmassa som bestod av ett 20-tal spiraler av bronstråd, och några enkla ringar av brons och en ring av bärnsten.  En vacker halsring (avbildad i figur 2 i Fornvännen) är tidigare okänd på det svenska fastandet men liknar den gotländska ringen från Svie1 Den enda på Gotland funna halsringen från La Téne-tiden. Knoppar av detta slag på halsringar är okända, och Svie-ringen är en gotländsk särform. Ysane-ringens knoppar liknar mycket den gotländska ringens. Av Ysane-typ finnas ett par ringar från Öland, och denna variant  är kanske en öländsk lokalform. En mindre ring i fyndet  är importerad. Det är en så kallad Knotenring känt från den keltiska kulturen. En liknande ring har hittats vid Bothildenlund, i Skytts härad i Skåne.. Mera svårtydda är föremålen återgivna i fig. 4 a—g .Delar av dessa är fragment av bälte tillhörande kvinnodräkten från järnåldern. Dessa bälten har ofta en hake utbildad som djurhuvud och en  kedja, som nedtill är försedd med hängande prydnader och kommer också från den keltiska kulturkretsen. Ekholm daterar fyndet till förromersk järnålder.
Föremålen finns i Blekinge museum  nr 3710:1-9 De hittades tillsammans av Anders Jönsson från Ysane, då han arbetade med att bortröja stenar från åkern på Sven Perssons hemman Ysane nr 11. Föremålen hittades en halv meter under jordytan under en flat sten. Jorden på fyndplatsen var ovanligt mörk till färgen. Något föremål förstördes enligt uppgift. Enligt Blekinge Museum fanns inte någon fast fornlämning i närheten. Föremålen inköptes för 50 kr 1902. Föremålen är avbildade av Blekinge Museum.

## Namnet
Namnet (1413 Ysende), taget från kyrkbyn, har oklart ursprung.

## Befolkningsutveckling
| Befolkningsutvecklingen i Ysane socken 1750–1990                                                        | Befolkningsutvecklingen i Ysane socken 1750–1990 | Befolkningsutvecklingen i Ysane socken 1750–1990 | Befolkningsutvecklingen i Ysane socken 1750–1990 | Befolkningsutvecklingen i Ysane socken 1750–1990 |
| --- | ------------------------------------------------ | ------------------------------------------------ | ------------------------------------------------ | ------------------------------------------------ |
| |                                                  |                                                  |                                                  |                                                  |
| År |                                                  |                                                  | Folkmängd                                        |                                                  |
| 1750 | 1750                                             |                                                  | 579                                              |                                                  |
| 1760 | 1760                                             |                                                  | 718                                              |                                                  |
| 1769 | 1769                                             |                                                  | 799                                              |                                                  |
| 1780 | 1780                                             |                                                  | 688                                              |                                                  |
| 1790 | 1790                                             |                                                  | 720                                              |                                                  |
| 1800 | 1800                                             |                                                  | 729                                              |                                                  |
| 1810 | 1810                                             |                                                  | 829                                              |                                                  |
| 1820 | 1820                                             |                                                  | 895                                              |                                                  |
| 1830 | 1830                                             |                                                  | 931                                              |                                                  |
| 1840 | 1840                                             |                                                  | 1 085                                            |                                                  |
| 1850 | 1850                                             |                                                  | 1 159                                            |                                                  |
| 1860 | 1860                                             |                                                  | 1 236                                            |                                                  |
| 1870 | 1870                                             |                                                  | 1 302                                            |                                                  |
| 1880 | 1880                                             |                                                  | 1 343                                            |                                                  |
| 1890 | 1890                                             |                                                  | 1 215                                            |                                                  |
| 1900 | 1900                                             |                                                  | 1 157                                            |                                                  |
| 1910 | 1910                                             |                                                  | 1 141                                            |                                                  |
| 1920 | 1920                                             |                                                  | 1 178                                            |                                                  |
| 1930 | 1930                                             |                                                  | 1 192                                            |                                                  |
| 1940 | 1940                                             |                                                  | 1 150                                            |                                                  |
| 1950 | 1950                                             |                                                  | 1 143                                            |                                                  |
| 1960 | 1960                                             |                                                  | 1 064                                            |                                                  |
| 1970 | 1970                                             |                                                  | 1 235                                            |                                                  |
| 1980 | 1980                                             |                                                  | 1 360                                            |                                                  |
| 1990 | 1990                                             |                                                  | 1 371                                            |                                                  |
| Anm: Källor: Umeå universitet - Tabellverket 1749-1859, Demografiska databasen, CEDAR, Umeå universitet |                                                  |                                                  |                                                  |                                                  |

### Fotnoter
1. 1 2 3  Svensk Uppslagsbok andra upplagan 1947–1955: Ysane socken
2. 1 2  Harlén, Hans; Harlén Eivy (2003). Sverige från A till Ö: geografisk-historisk uppslagsbok. Stockholm: Kommentus. Libris 9337075. ISBN 91-7345-139-8
3. ↑  ”Församlingar”. Statistiska centralbyrån. https://www.scb.se/hitta-statistik/regional-statistik-och-kartor/regionala-indelningar/forsamlingar/. Läst 30 december 2022.
4. ↑  "Ostkanten" om Blekinge och Södra Möres båtsmän
5. ↑  Geografiskt-statistiskt handlexikon öfver Sverige, C.M. Rosenberg 1882-83.
6. 1 2  Sjögren, Otto (1932). Sverige geografisk beskrivning del 3 Blekinge, Kristianstads, Malmöhus och Hallands län samt staden Göteborg. Stockholm: Wahlström & Widstrand. Libris 9940
7. 1 2 3  Nationalencyklopedin
8. ↑  Fornlämningar, Statens historiska museum: Ysane socken
9. ↑  Fornminnesregistret, Riksantikvarieämbetet: Ysane socken Fornminnen i socknen erhålls på kartan genom att skriva in sockennamn (utan "socken") i "Ange geografiskt område"
10. ↑  Gunvor Persson (9 november 2021). ”Stensborg… en gård i Ysane socken”. Fantasin skenar.... https://gunvorpersson1.wordpress.com/2021/11/09/stensborg-en-gard-i-ysane-socken/. Läst 30 augusti 2023.
11. ↑  Kalmar museum; fotografier och teckningar i Statens historiska museums planschsamling.
12. ↑  Déchelette, Manuel d'archéologie préhistorique, 2 (1914), pl. XII: 16.
13. ↑  LUHM. nr 19376. (Enligt benäget meddelande av amanuensen, fil. lic. Olof Sundin.)
14. ↑  Almgren, Die ältere Eisenzeit Gotlands, h. 1 (Stockh. 1914), s.8
15. ↑  ”SÖKRESULTAT FÖR: YSANE + ANDERS JÖNSSON”. Blekinge Museum. https://blm.kulturhotell.se/?locations%5B%5D=1228&s=Ysane+%2B+Anders+J%C3%B6nsson. Läst 30 augusti 20923.